# Leichtathletik-Europameisterschaften 1990/200 m der Frauen

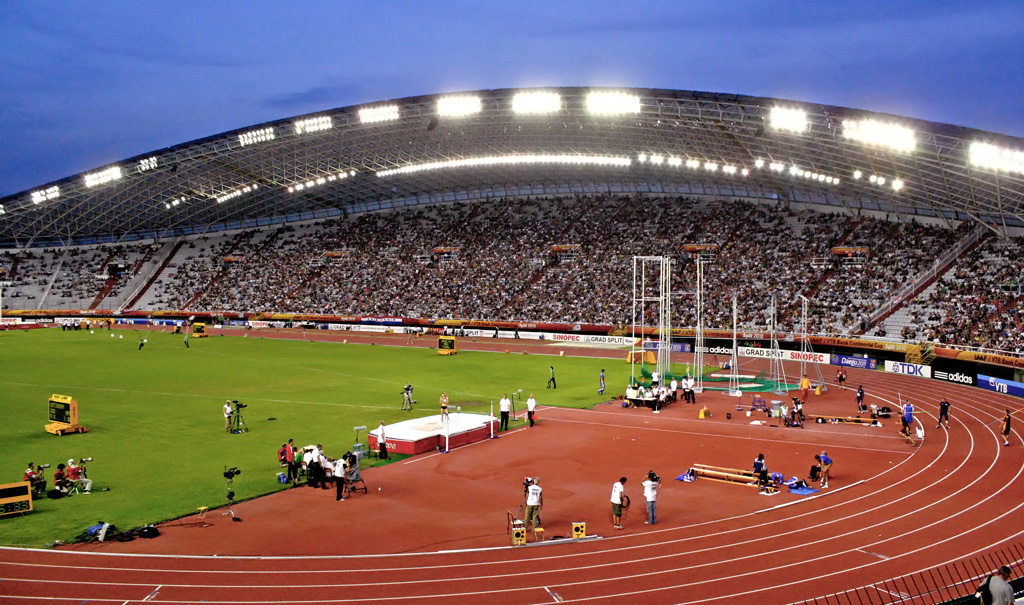
Das Stadion Poljud von Split im Jahr 2010

Der 200-Meter-Lauf der Frauen bei den Leichtathletik-Europameisterschaften 1990 wurde am 29. und 30. August 1990 im Stadion Poljud in Split ausgetragen.
In diesem Wettbewerb gab es einen Doppelsieg für die Sprinterinnen der DDR. Katrin Krabbe, die bereits den 100-Meter-Lauf gewonnen hatte, errang auch den Titel auf der längeren Sprintdistanz. Nach dem Sieg mit ihrer Sprintstaffel am darauffolgenden Tag wurde sie zur dreifachen Europameisterin. Rang zwei belegte die Titelverteidigerin und Weitsprung-Spezialistin Heike Drechsler, die 1987 Vizeweltmeisterin und 1988 Olympiadritte über 200 Meter geworden war. Bronze ging an die sowjetische Läuferin Galina Maltschugina.

## Rekorde

### Bestehende Rekorde
| Weltrekord           | 21,34 s | Florence Griffith-Joyner | OS Seoul, Südkorea                                        | 29. September 1988 |
| Europarekord         | 21,71 s | Marita Koch              | Karl-Marx-Stadt (heute Chemnitz), DDR (heute Deutschland) | 10. Juni 1979      |
| Europarekord         | 21,71 s | Marita Koch              | Potsdam, DDR (heute Deutschland)                          | 21. Juli 1984      |
| Europarekord         | 21,71 s | Heike Drechsler          | Jena, DDR (heute Deutschland)                             | 29. Juni 1986      |
| Europarekord         | 21,71 s | Heike Drechsler          | EM Stuttgart, BR Deutschland                              | 9. August 1986     |
| Meisterschaftsrekord | 21,71 s | Heike Drechsler          | EM Stuttgart, BR Deutschland                              | 9. August 1986     |

Der bestehende EM-Rekord wurde bei diesen Europameisterschaften nicht erreicht. Die schnellste Zeit erzielte Europameisterin Katrin Krabbe aus der DDR im Finale bei einem Rückenwind von 0,3 m/s mit 21,95 s, womit sie 24 Hundertstelsekunden über dem Rekord, der gleichzeitig den Europarekord darstellte, blieb. Zum Weltrekord fehlten ihr 64 Hundertstelsekunden.

### Rekordverbesserung
Es wurde ein neuer Landesrekord aufgestellt:

22,38 s – Sandra Myers (Spanien), Finale am 31. August bei einem Rückenwind von 0,3 m/s

## Legende
| NR | Nationaler Rekord |

## Vorrunde
29. August 1990
Die Vorrunde wurde in drei Läufen durchgeführt. Die ersten vier Athletinnen pro Lauf – hellblau unterlegt – sowie die darüber hinaus vier zeitschnellsten Läuferinnen – hellgrün unterlegt – qualifizierten sich für das Halbfinale.

### Vorlauf 1
Wind: −0,7 m/s
| Platz | Name            | Nation         | Zeit (s) |
| ----- | --------------- | -------------- | -------- |
| 1     | Katrin Krabbe   | DDR            | 22,81    |
| 2     | Andrea Thomas   | BR Deutschland | 23,21    |
| 3     | Sisko Hanhijoki | Finnland       | 23,46    |
| 4     | Marisa Masullo  | Italien        | 23,47    |
| 5     | Louise Stuart   | Großbritannien | 23,54    |
| 6     | Maguy Nestoret  | Frankreich     | 23,77    |
| 7     | Edit Molnár     | Ungarn         | 24,11    |

### Vorlauf 2
Wind: −0,5 m/s
| Platz | Name            | Nation         | Zeit (s) |
| ----- | --------------- | -------------- | -------- |
| 1     | Heike Drechsler | DDR            | 24,84    |
| 2     | Jelena Bykowa   | Sowjetunion    | 23,38    |
| 3     | Sandra Myers    | Spanien        | 23,50    |
| 4     | Odile Singa     | Frankreich     | 23,58    |
| 5     | Sallyanne Short | Großbritannien | 23,83    |
| 6     | Andrea Hagen    | BR Deutschland | 24,01    |
| 7     | Joanna Smolarek | Polen          | 24,54    |

### Vorlauf 3
Wind: +0,2 m/s
| Platz | Name                | Nation         | Zeit (s) |
| ----- | ------------------- | -------------- | -------- |
| 1     | Galina Maltschugina | Sowjetunion    | 22,56    |
| 2     | Sabine Günther      | DDR            | 22,68    |
| 3     | Silke-Beate Knoll   | BR Deutschland | 22,80    |
| 4     | Jennifer Stoute     | Großbritannien | 23,24    |
| 5     | Fabienne Ficher     | Frankreich     | 23,38    |
| 6     | Lucrécia Jardim     | Portugal       | 23,65    |
| 7     | Rossella Tarolo     | Italien        | 23,70    |
| 8     | Ágnes Kozáry        | Ungarn         | 24,18    |

## Halbfinale
30. August 1990
In den beiden Halbfinalläufen qualifizierten sich die jeweils ersten vier Athletinnen – hellblau unterlegt  für das Finale.

### Lauf 1
Wind: −0,4 m/s
| Platz | Name                | Nation         | Zeit (s) |
| ----- | ------------------- | -------------- | -------- |
| 1     | Katrin Krabbe       | DDR            | 22,46    |
| 2     | Silke-Beate Knoll   | BR Deutschland | 22,60    |
| 3     | Galina Maltschugina | Sowjetunion    | 22,62    |
| 4     | Sandra Myers        | Spanien        | 22,69    |
| 5     | Fabienne Ficher     | Frankreich     | 23,39    |
| 6     | Sisko Hanhijoki     | Finnland       | 23,42    |
| 7     | Louise Stuart       | Großbritannien | 23,54    |
| 8     | Marisa Masullo      | Italien        | 23,62    |

### Lauf 2
Wind: +0,2 m/s
| Platz | Name            | Nation         | Zeit (s) |
| ----- | --------------- | -------------- | -------- |
| 1     | Heike Drechsler | DDR            | 22,57    |
| 2     | Jelena Bykowa   | Sowjetunion    | 22,67    |
| 3     | Sabine Günther  | DDR            | 22,75    |
| 4     | Andrea Thomas   | BR Deutschland | 23,05    |
| 5     | Odile Singa     | Frankreich     | 23,23    |
| 6     | Jennifer Stoute | Großbritannien | 23,23    |
| 7     | Rossella Tarolo | Italien        | 23,56    |
| 8     | Lucrécia Jardim | Portugal       | 23,58    |

## Finale

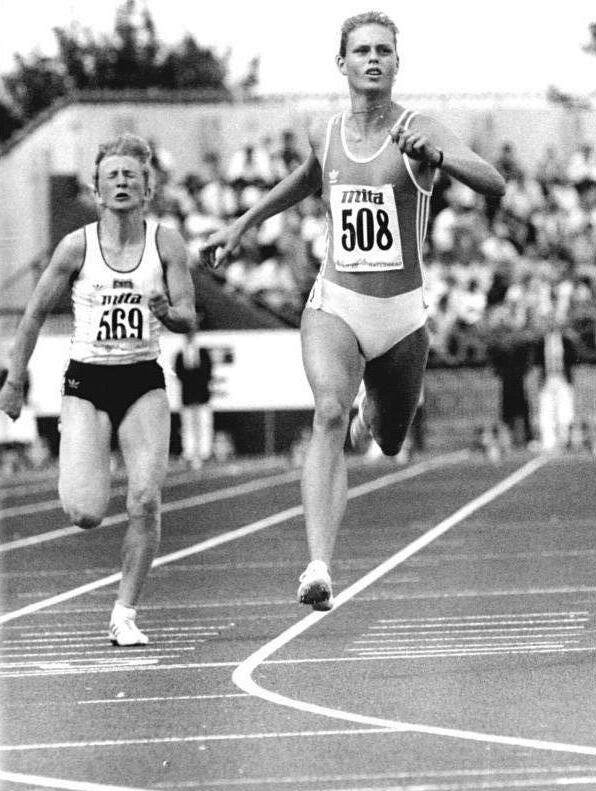
Nach ihrem Sieg über 100 Meter errang Katrin Krabbe (rechts) auch den Titel über 200 Meter – links die in der Vorrunde ausgeschiedene Joanna Smolarek
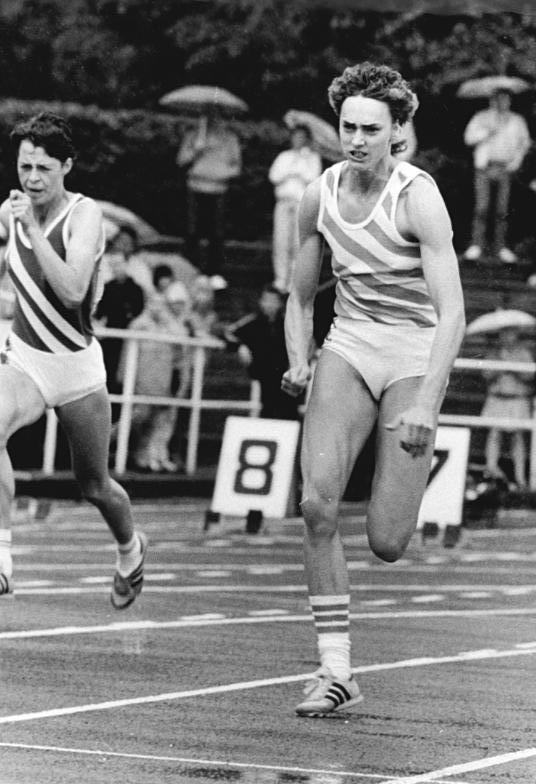
Die Titelverteidigerin, Vizeweltmeisterin von 1987 und Olympiadritte von 1988 Heike Drechsler (rechts), besonders erfolgreich auch im Weitsprung, errang die Silbermedaille
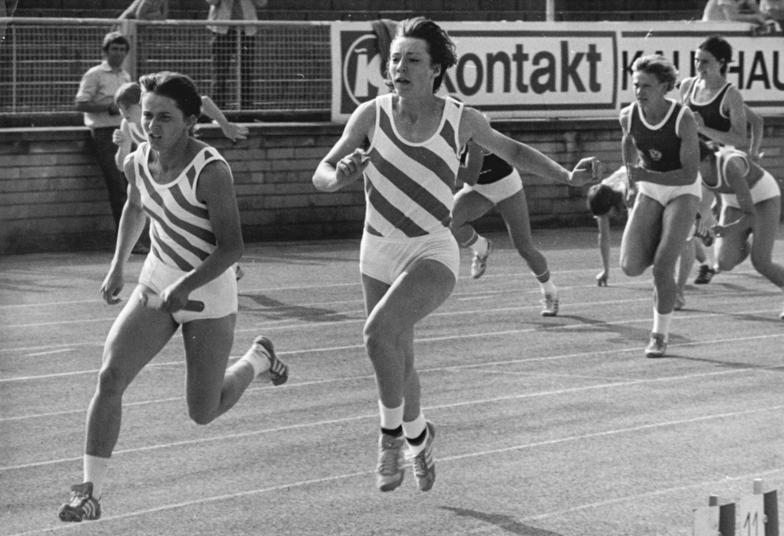
Die Bronzemedaillengewinnerin von 1982, damals als Sabine Rieger, und EM-Siebte von 1986 Sabine Günther (vorne rechts) kam auch hier wieder auf den siebten Platz

31. August 1990
Wind: +0,3 m/s
| Platz | Name                | Nation         | Zeit (s) |
| ----- | ------------------- | -------------- | -------- |
| 1     | Katrin Krabbe       | DDR            | 21,95    |
| 2     | Heike Drechsler     | DDR            | 22,19    |
| 3     | Galina Maltschugina | Sowjetunion    | 22,23    |
| 4     | Sandra Myers        | Spanien        | 22,38 NR |
| 5     | Silke-Beate Knoll   | BR Deutschland | 22,40    |
| 6     | Jelena Bykowa       | Sowjetunion    | 22,49    |
| 7     | Sabine Günther      | DDR            | 22,51    |
| 8     | Andrea Thomas       | BR Deutschland | 23,01    |

## Videolink
- 2991 European Track & Field 1990 Split 200m Women, www.youtube.com, abgerufen am 24. Dezember 2022
- Katrin Krabbe vs Heike Drechsler 200m European Final Split 1990, www.youtube.com, abgerufen am 24. Dezember 2022